# Thorkild Bjørnvig
Thorkild Strange Bjørnvig (født 2. februar 1918 i Aarhus, død 5. marts 2004 på Samsø) var en dansk forfatter og digter.
Bjørnvig, der blev født i Mejlgade i Aarhus, var søn af fabriksinspektør Theodor Frese Pedersen Bjørnvig og hustru Adda Thomine Hammel Jensen.
Han blev student fra Aarhus Katedralskole i 1938 og tog derefter en mag.art. i sammenlignende litteraturhistorie ved Aarhus Universitet, med en afhandling om Rainer Maria Rilke (1944). I 1964 blev han dr.phil. samme sted på doktorafhandlingen Kains alter om Martin A. Hansen. Bjørnvig var medstifter og medredaktør af litteraturtidsskriftet Heretica 1948-50. Han var var meget engageret i den tidlige miljøbevægelse, og flere af hans digtsamlinger bærer genrebetegnelsen "Miljødigte".
Derudover er han far til Bo Bjørnvig (født 1947), som er journalist og cand.mag. i historie   Bo Bjørnvig er søn af ægteskabet med Grete Damgaard Pedersen (1922-1985) . Grete Pedersen forsøgte selvmord, da hun opdagede Thorkild Bjørnvigs ulykkelige forelskelse i Benedicte Jensen. 
Thorkild Bjørnvig blev i 1970 gift med politikeren Birgit Bjørnvig.

## Digterisk og lyrisk arbejde
En særlig side af Bjørnvigs digteriske arbejde udgøres af hans gendigtninger af fremmedsproget lyrik. Han lavede gendigtninger i høj kvalitet af to af det tyske sprogs absolut største digtere:
- Friedrich Hölderlin: Brød og vin og andre digte
- Rainer Maria Rilke: Udvalgte digte I-III

Bjørnvigs lyriske arbejde var gennem hele produktionen præget af et meget afklaret natursyn, som også mere argumenteret finder udtryk i hans essayistiske produktion. For Bjørnvig var naturen en uomtvistelig realitet uden for mennesket. Virkeligheden er til var titlen på hans litterære essaysamling fra 1973. Naturen ses så at sige som et stående korrektiv til menneskelig udfoldelse. Gennem den sanseåbne ureflekterede oplevelse af den ikke menneskeskabte natur, berigedes ifølge Bjørnvig mennesket i dets evne til at give og erkende. Natur og landskab skal ikke opsøges som kulisse for eksistentielle overvejelser, men tværtimod mødes med åbent sansende sind, for at en art frigivende befrugtning kan finde sted. Naturen er til som ydre realitet – og i fremmedhedsfølelsen heroverfor er menneskets identitet forankret.

## Pagten med Karen Blixen
Bjørnvig havde i en årrække et meget nært venskab med forfatterinden Karen Blixen. Fra 1960 var de begge medlemmer af Det Danske Akademi. Bjørnvig beskrev dette venskab i bogen Pagten (1974), som blev filmatiseret af Bille August i 2021 med Birthe Neumann i rollen som Blixen og Simon Bennebjerg i rollen som Bjørnvig.
Thorkild Bjørnvig er begravet ved Nordby Kirke på Samsø.

## Forfatterskab
- Thorkild Bjørnvig: Stjærnen bag gavlen. Gyldendal 1947.
- Thorkild Bjørnvig: Martin A. Hansens digtning. Med en bibliografi ved Ole Wivel. Wivels Forlag 1949.
- Thorkild Bjørnvig: Anubis. Digte. Gyldendal 1955.
- Thorkild Bjørnvig: Figur og ild. Digte. Gyldendal 1959.
- Thorkild Bjørnvig: Begyndelsen. Essays. 1960.
- Thorkild Bjørnvig: Kains Alter. 1964.
- Thorkild Bjørnvig: Vibrationer. Gyldendal 1966.
- Thorkild Bjørnvig: Ravnen. Gyldendal 1968.
- Thorkild Bjørnvig: Oprør mod neonguden: Et essay om beat, 1970
- Thorkild Bjørnvig: Pagten. Mit venskab med Karen Blixen. 1974.
- Thorkild Bjørnvig: Delfinen. Miljødigte 1970-75. Gyldendal 1975.
- Thorkild Bjørnvig: Stoffets krystalhav. 1975. Med fotos af Meta May Holmboe.
- Thorkild Bjørnvig: Morgenmørke. Digte. 1977.
- Thorkild Bjørnvig: Også for naturens skyld. Økologiske essays. 1978.
- Thorkild Bjørnvig: Abeguder. 1981.
- Thorkild Bjørnvig: Kentauer. 1983.
- Thorkild Bjørnvig: Gennem regnbuen. 1987.
- Thorkild Bjørnvig: Den følende planet. Syv essays 1959-86. 1988.
- Thorkild Bjørnvig: Epimetheus. 1990.
- Thorkild Bjørnvig: Siv, vand og måne. 1993.